# 中镇村遗址
中镇村遗址，位于中国广东省韶关市始兴县城南镇中镇村，为始兴县的一个县级文物保护单位，类型为古遗址，公布时间为1990年7月13日。
中镇村遗址的历史年代为新石器时代。